# Débuts de l'imprimerie en grec
 (novembre 2013).
Si vous disposez d'ouvrages ou d'articles de référence ou si vous connaissez des sites web de qualité traitant du thème abordé ici, merci de compléter l'article en donnant les références utiles à sa vérifiabilité et en les liant à la section « Notes et références ».
Après l'invention de la presse à caractères mobiles par Johannes Gutenberg à Mayence vers 1454, l'alphabet grec fut le second qui fit l'objet de fontes, après l'alphabet latin. Avant Gutenberg, il en existait déjà pour les écritures chinoise, inventée par Bi Sheng au XIe siècle, puis coréenne (Jikji). Au début destinés à l'impression de brèves citations dans des textes latins, les caractères grecs servirent ensuite à des ouvrages grammaticaux à partir des années 1470, puis les humanistes d'origine byzantine (Démétrios Chalcondyle, Janus Lascaris) et italienne s'en emparèrent pour diffuser la littérature antique. Venise devint rapidement le principal foyer des impressions grecques.   

## Les premiers caractères grecs
Des caractères typographiques grecs firent pour la première fois leur apparition dans l'édition que réalisèrent Johann Fust et Peter Schoeffer du De officiis de Cicéron à Mayence en 1465 : il s'agit seulement de quelques lignes insérées dans le texte par des typographes visiblement ignorants du grec, qui ont même parfois placé les lettres à l'envers. L'année suivante sortit une seconde édition du même ouvrage, puis le grec disparut pour une vingtaine d'années de l'imprimerie allemande.
Il y avait aussi des caractères grecs, cette fois maniés avec compétence, dans l'édition de Lactance réalisée en octobre 1465, à l'abbaye de Subiaco près de Rome, par Arnold Pannartz et Konrad Sweynheim, puis dans plusieurs impressions réalisées à Rome en 1468/69 (également pour de courts passages grecs insérés dans des textes latins) : les Lettres de saint Jérôme (1468) ; les Nuits Attiques d'Aulu-Gelle, Apulée, et l' Adversus calumniatorem Platonis du cardinal Bessarion (1469). Pour l'édition de saint Jérôme, c'est Théodore Gaza qui avait tracé les caractères. 
À Venise (où l'imprimerie fut introduite en 1469), les deux premiers ateliers (celui de Jean et Wendelin de Spire et celui de Nicolas Jenson) eurent leur jeu de caractères grecs à partir de 1471, le premier en usant pour une édition du De finibus de Cicéron, le second pour le De orthographia dictionum e Græcis tractarum de Giovanni Tortelli. La même année, également à Venise, Adam d'Ambergau imprimait une version abrégée, due à Guarino Veronese, de la grammaire grecque (Erôtêmata) de Manuel Chrysoloras ; étant donné la place occupée par le grec dans cet ouvrage (même si les explications grammaticales sont en latin), on cite souvent ce volume comme le premier livre grec jamais imprimé. En 1472 parut l'Aulu-Gelle de Nicolas Jenson, un volume où les caractères grecs, tracés selon certains par François Philelphe, sont particulièrement élégants.

## Les premiers livres imprimés grecs
En 1474 vit le jour à Brescia le premier livre contenant un texte entier en grec, une Batrachomyomachie due à Tommaso Ferrando. En 1475, les Erôtêmata de Manuel Chrysoloras furent imprimés à Vicence. En 1476, à Milan, un érudit crétois du nom de Démétrios Damilas (d'une famille d'origine milanaise: Damilas est une hellénisation de « da Milano »), à la fois dessinateur et graveur des caractères et éditeur de l'ouvrage, fit paraître dans l'atelier de Dionisio Paravicino un volume contenant l' Épitomé des huit parties du discours de Constantin Lascaris, premier livre imprimé purement grec. Ensuite il se rendit à Florence avec ses caractères, qui servirent en 1488/89 pour un grand accomplissement de la Renaissance italienne: l’editio princeps de l' Iliade et de l' Odyssée par Démétrios Chalcondyle et son disciple Bernardo Nerlio.
En 1478, un carme de Plaisance du nom de Giovanni Crastone, associé à l'humaniste imprimeur Bonaccorso de Pise, fit paraître à Milan un Lexicon græco-latinum et præclaris additionibus locupletatum (qui sera réimprimé notamment à Venise en 1497 et à Paris en 1512), puis en septembre 1481, dans la même ville, un Psautier grec et latin. En 1484, Dionisio Bertocchi, libraire-imprimeur de Vicence, vient s'installer à Venise où, avec un compatriote, Peregrino da Paschale, il donne une nouvelle édition de la grammaire de Chrysoloras. En 1486, toujours à Venise, deux Crétois nommés Laonikos et Alexandros Alexandrou impriment une Batrachomyomachie et un Psautier grec. En 1493, Démétrios Chalcondyle publia à Milan une édition d'Isocrate. En 1494, à Florence, après l'édition des poèmes homériques cinq ans plus tôt par Chalcondyle, Janus Lascaris, associé à l'imprimeur Lorenzo Alopa, donna l' Anthologie de Maxime Planude, en lettres capitales dont les caractères étaient de Lascaris lui-même. Avec le même jeu, il imprima ensuite quatre tragédies d'Euripide (Médée, Hippolyte, Alceste et Andromaque), les Hymnes de Callimaque (avec scholies), les Argonautiques d'Apollonios de Rhodes (avec scholies), et un volume de Lucien de Samosate (1496).

## Les éditions aldines
Après ces réalisations multiples mais isolées, l'impression de livres en langue grecque prit un vrai départ avec l'acquisition de séries de caractères par Alde Manuce et le lancement de ses impressions grecques en février 1495. Le projet explicite de cet humaniste accompli était d'imprimer toutes les grandes œuvres de l'Antiquité classique, tant grecque que latine, à commencer par les œuvres philosophiques et scientifiques grecques en version originale. Il s'associa notamment le Crétois Marcus Musurus. Il commença par tirer l' Épitomé grammatical de Constantin Lascaris. Puis, de novembre 1495 à juin 1498, ce fut un monument de l'édition : les œuvres d'Aristote (moins la Rhétorique et la Poétique, qu'Alde ajoutera en 1508) en cinq volumes in-folio, environ 3 800 pages en grec. Parallèlement, Alde avait tiré le poème de Musée (sans doute dès 1495) et un volume avec douze idylles de Théocrite et la Théogonie et le Bouclier d'Achille d'Hésiode (1496). Ensuite Alde s'attaqua aux comédies d'Aristophane : neuf des onze conservées (à l'exclusion des Thesmophories et de Lysistrata, qui seront imprimées par Filippo Giunta en 1515), avec les scholies de Démétrios Triclinios. Puis, en 1499, ce fut un volume d' Epistolographi Græci, puis le De materia medica de Dioscoride, puis un volume d' Astronomici veteres (à la fois grecs et latins). Après une pause, en 1502, ce furent Sophocle (les sept tragédies conservées), Thucydide, Hérodote, Étienne de Byzance ; en 1503 Euripide (dix-sept tragédies), les Helléniques de Xénophon et le commentaire d'Ammonius sur le De interpretatione d'Aristote ; en 1504 le commentaire de Jean Philopon sur les Analytiques, les discours de Démosthène et les poèmes de Grégoire de Nazianze. En 1509, ce fut un volume de Rhetores Græci et les Moralia de Plutarque. En 1513, il sortit deux volumes in-folio de Platon (editio princeps de cet auteur) et un volume contenant Pindare, Callimaque, Denys le Périégète et Lycophron ; en 1514 le Banquet des sophistes d'Athénée, le Lexique d'Hésychius et la Souda. Après sa mort en 1515, l'entreprise fut poursuivie par ses successeurs. 

## Autres éditeurs
À Florence, Filippo Giunta établit son atelier d'imprimerie en juillet 1497 et produisit des livres grecs pendant deux périodes (de 1497 à 1504, puis en 1515/17). Il inaugura son atelier en tirant les Proverbes de Zénobios ; puis il y eut notamment les Hymnes orphiques et les Argonautiques orphiques en 1500.
En 1499, Milan fut le théâtre d'une nouvelle grande réalisation dans le domaine de l'impression grecque : l' editio princeps de la Souda par Démétrios Chalcondyle, chez Giovanni Bissoli et Benedetto Mangio, un volume in-folio de 1 032 pages à 45 lignes, tiré en 800 exemplaires (la seconde édition de cet ouvrage fut celle d'Alde Manuce en 1514). La même année, en dehors de l'activité d'Alde, Venise vit une autre grande entreprise dans le même domaine : celle de Zacharie Kalliergis qui, associé à Nicolas Vlastos et Anne Notaras, mit sur pied le premier atelier d'imprimerie purement grec, tenu par des Grecs. Il en sortit quatre volumes admirables, fruit de plusieurs années de préparation : l' Etymologicum magnum (8 juillet 1499) ; le commentaire de Simplicius sur les Catégories d'Aristote ; le commentaire d'Ammonius sur l' Isagogè de Porphyre ; la Thérapeutique de Galien. Cet atelier cessa son activité dès 1500, sans doute du fait d'un échec financier.
Venise et, à un moindre degré, Florence, restèrent longtemps les deux foyers de l'édition grecque. À Rome, mis à part un petit livre de prières bilingue grec-latin imprimé par Étienne Guillery et Ercole Nani en 1510, il fallut l'ouverture en 1514 du Collège grec (el) du Quirinal voulu par le pape Léon X et organisé par Janus Lascaris, et le recrutement pour le diriger de Zacharie Kalliergis. Ce dernier, avec l'appui financier du banquier Agostino Chigi, mit sur pied dans la Ville éternelle un atelier d'imprimerie d'où sortirent plusieurs volumes entre 1515 et 1523 (dont la première édition séparée de Pindare, avec scholies, le 13 août 1515, puis les Idylles de Théocrite le 15 janvier 1516). Après l'arrêt de l'activité de cet atelier en 1523, les impressions grecques ne reprirent à Rome qu'en 1542 (dans le cadre d'un programme d'édition de textes de la Bibliothèque vaticane initié par le cardinal Marcello Cervini, futur pape Marcel II, pour lequel on alla chercher à Venise Nicolas Sophianos).

## Débuts hors d'Italie
À Paris, les impressions grecques commencèrent timidement le 12 août 1507, à l'initiative de François Tissard et de l'imprimeur Gilles de Gourmont. Auparavant les imprimeurs parisiens, quand se présentait un passage en grec, laissaient un espace vide et le faisaient remplir à la main par une personne maîtrisant cette langue, par exemple Georges Hermonyme. À Bâle, Johann Froben imprima le Nouveau Testament grec et latin d'Érasme en 1516. Aux Pays-Bas, le pionnier des impressions grecques fut Thierry Martens, qui se fabriqua des caractères dès 1501/02, et imprima à Louvain des livres grecs à partir de 1516 (pour commencer, la grammaire de Théodore Gaza). En Espagne, l'imprimeur Arnao Guillén de Brocar édite avant mai 1508 le De litteris Græcis d'Antonio de Nebrija, qui contient un alphabet grec rudimentaire, et surtout est chargé de la Bible polyglotte d'Alcalá, en latin, grec, hébreu et chaldéen, publiée en 1517 ; il subsiste aussi des exemplaires d'un volume imprimé en avril 1514, à Alcalá de Henares, par Guillén de Brocar pour le Crétois Démétrios Doucas, qui travaillait à la Polyglotte (il contient le poème de Musée et des textes de Manuel Chrysoloras et Théodore Gaza).